# Хабеас корпус акт
Хабе́ас ко́рпус акт (англ. Habeas Corpus Act, в русскоязычных источниках также Акт о лучшем обеспечении свободы подданного и о предупреждении заточений за морями) — законодательный акт, принятый английским парламентом в 1679 году, составная часть конституции Великобритании. Является важным историческим памятником права Англии XVII века наравне с Великой хартией вольностей. Акт определял правила ареста и привлечения к суду обвиняемого в преступлении, предоставлял право суду контролировать законность задержания и ареста граждан, а гражданам — требовать начала такой процедуры (известной под латинским названием habeas corpus).
Полное название закона — «Акт о лучшем обеспечении свободы подданного и о предупреждении заточений за морями» (то есть вне пределов Англии).

### Процедура
Согласно этому закону, судьи были обязаны по жалобе лица, считающего свой арест или арест кого-либо другого незаконным, требовать срочного представления арестованного суду для проверки законности ареста или для судебного разбирательства; заключение обвиняемого в тюрьму могло производиться только по предъявлении приказа с указанием причины ареста.
Акт обязывал судей выдавать хабеас корпус во всех случаях, за исключением тех, когда основанием ареста являлось обвинение данного лица в государственной измене или тяжком уголовном правонарушении. По получении судебного предписания (мандамуса) хабеас корпус смотритель обязан был в течение 3—20 дней (в зависимости от дальности расстояния) доставить арестованного в суд. В случае задержки судебного расследования закон предусматривал освобождение арестованного под залог (чем не могли воспользоваться малоимущие); это не распространялось на несостоятельных должников.

### Приостановка действия
Правительству предоставлялось право приостанавливать действие акта в чрезвычайных случаях, но лишь с согласия обеих палат парламента и не более, чем на один год. Эта мера практиковалась в очень редких случаях, в Англии и Шотландии она не применялась с 1818 года.

### Дополнения к закону
Дополнения в Хабеас корпус акт вносились в 1689 («Билль о правах»), 1766 и 1816 годах.

## Значение
Хабеас корпус акт являлся весьма прогрессивным для своего времени. Он просуществовал в английском законодательстве долгое время, а его нормы составили основу более поздних законов (например: Акт об уголовном праве 1967 г. и Акт о судах 1974 г.), в том числе в других странах. Его практическая значимость заключалась в прекращении неправовых и необоснованных арестов со стороны государственной власти.
Актом были провозглашены такие принципы справедливого и демократического правосудия, как:
- неприкосновенность личности;
- презумпция невиновности;
- принцип законности;
- быстрое и оперативное рассмотрение дел в суде;
- соблюдение процессуальной процедуры;
- срок давности (ст. XVII: "Устанавливается также и узаконяется, что никакое лицо или лица не должны быть преследуемы, обвиняемы, беспокоимы или тревожимы за проступки против настоящего акта, если виновный не будет преследуем и уголовное преследование не будет возбуждено в течение самое большее двух лет после совершения преступления, в случае, если потерпевшее лицо не будет находиться тогда в тюрьме, а если оно будет в тюрьме, то в течение двух лет после смерти заключенного лица или его или ее освобождения из тюрьмы, смотря по тому, что раньше случится");
- рассмотрение дела по месту совершения правонарушения.

V статьёй закона устанавливалась ответственность должностных лиц, такая как штрафы или освобождение от занимаемой должности (при вторичном проступке). Помимо этого, введение штрафных санкций для должностных лиц выступало компенсацией морального ущерба, причинённого потерпевшему в результате необоснованного ареста.
Была упрощена и упорядочена процедура получения судебного приказа «habeas corpus», в ст. III закона закреплена такая мера пресечения, как временное освобождение под денежный залог и поручительство. Лица же, освобождённые по этому приказу, получали правовой иммунитет согласно ст. XII закона, в их отношении нельзя было проводить такие действия:
- повторно заключить в тюрьму;
- арестовать до суда за одно и то же преступление;
- переводить из одной тюрьмы в другую;
- содержать без суда и следствия в тюрьмах заморских владений Англии.

## Права и обязанности заключённых и арестованных
Права и обязанности лиц, лишённых свободы:
1. Каждый задержанный человек мог лично или через лиц, действующих в его интересах, требовать от суда выдачи приказа Habeas Corpus, суть которого состояла в требовании к должностному лицу учреждения, в котором находилось лишенное свободы лицо, «…доставить или велеть доставить личность арестованного… к лорду канцлеру или лорду-хранителю печати Англии, или к судьям, или к баронам того суда, откуда будет выдан означенный приказ… и одновременно удостоверить истинные причины задержания или заключения…»
2. Право ходатайствовать о Habeas corpus для своего освобождения в течение целых двух судебных периодов, которое сопровождалось обязанностью соблюдения указанных сроков (IV ст.: Устанавливается и узаконяется, что если какое-либо лицо сознательно пренебрежет, в течение целых двух судебных периодов (terms) после своего заключения, возможностью ходатайствовать о Habeas corpus для своего освобождения, то такому сознательно пренебрегшему лицу не должен быть выдаваем никакой приказ Habeas corpus в вакационное время во .исполнение настоящего акта).

Права и обязанности лиц, содержащихся под стражей:
1. Не должно быть перемещаемо из означенной тюрьмы или из-под стражи под охрану какого-либо другого должностного лица или лиц, исключая те случаи, когда это происходит по Habeas corpus или другому законному предписанию
2. Подавать заявления и получать свой или их Habeas corpus как из верхнего суда канцлера или суда казначейства, так и из судов королевской скамьи, или общих тяжб, или которого-нибудь из них;
3. Ни один подданный английского королевства, который является или будет постоянным жителем или поселенцем английского королевства, владения Уэльса или города Бервик на Твиде, не будет и не может быть сослан в заточение в Шотландию, Ирландию, Джерсей, Гернсей, Танжер (Танжер (в Африке) находился под властью Англии с 1662 по 1683 гг.) или области (parts), гарнизоны, острова, или крепости за морями, которые находятся или когда-нибудь впредь будут находиться внутри или вне владения его величества, его наследников или преемников;
4. Право на ссылку за моря законно осужденных за какое-либо тяжкое уголовное преступление (Устанавливается и узаконяется, что если какое-нибудь лицо или лица, законно осужденные за какое-либо тяжкое уголовное преступление, будут в открытом заседании суда просить о ссылке их за моря и суд сочтет нужным оставить его или их в тюрьме для этой цели, то такое лицо или лица могут быть сосланы в какие-либо страны за морями, невзирая на настоящий акт или что-либо в противном смысле в нем содержащееся).

## Недостатки
Действие закона могло быть приостановлено решением парламента. Сам акт не обеспечивал полной гарантии прав подданных и фактически применялся по усмотрению судей. В частности, у судьи отсутствовала обязанность выдавать судебный приказ «habeas corpus» при любых условиях — только если он:
- признавал, что обращение арестованного является мотивированным;
- полагал, что арест действительно является необоснованным.

Помимо этого, акт создавал возможности для произвола со стороны государственной власти, в частности, из-за несовершенства юридической техники, а высокий размер денежных залогов нарушал принцип равенства всех перед законом и выдавал классово-ограниченный характер «habeas corpus»: лица с высоким имущественным цензом имели больше возможностей. Размер денежного залога судьи определяли по своему усмотрению, но в дальнейшем этот момент был урегулирован: судьи не должны были требовать «чрезмерного залога». Ещё одним нарушением принципа равенства являлся институт поручительства, который носил сугубо материальный характер и на него могли рассчитывать только собственники, владеющие движимым или недвижимым имуществом. Общественные институты поручительства для «бедных» категорий населения отсутствовали.
Закон не распространялся на следующие правонарушения:
- государственная измена;
- совершение особо тяжкого преступления;
- соучастие в особо тяжком преступлении;
- гражданское правонарушение.

Существовала особая процедура рассмотрения вышеуказанных дел. Такие дела обязательно рассматривались на ближайшей судебной сессии. Если этого не происходило, суд был обязан освободить арестованного под залог или поручительство с условием обязательно явиться в суд на следующую сессию. Если дело не рассматривалось повторно, то арестованные освобождались без всяких условий.
Очередной недостаток закона заключался в неопределённости понятия «государственная измена», допускавшем свободу судебного толкования: к измене можно было отнести практически любое проявление нелояльности или оппозиции по отношению к государственной власти. В случае, если обвиняемый не признавал свою вину, для её доказательства было достаточно показаний двух свидетелей.